# Hospitales de Montevideo
Los Hospitales de Montevideo son alrededor de veintiocho entre hospitales y sanatorios, tanto privados como públicos. Además cuenta con una extensa red de policlínicas públicas y privadas en la ciudad y el departamento.  

## Antecedentes
El Hospital de Caridad, fue el primer centro hospitalario público y civil de Uruguay, el cual comenzó a funcionar en 1788, en épocas de la entonces Provincia Oriental. Posteriormente con el paso de los años ya convertido en un país libre e independiente, fueron surgiendo en Montevideo nuevos hospitales, asilos de huérfanos, de mendigos y de enfermedades mentales; como también las colonias de convalecientes. Con las oleadas de inmigrantes europeos que recibió Uruguay a comienzos del siglo XIX  comenzaron ra surgir instituciones y mutualistas para la atención de miembros de dichas comunidades, tales como la Asociación Española de Socorros Mutuos, el Hospital Italiano y el Hospital Asilo Español.
Con el paso del tiempo también se crearían nuevas instituciones de asistencia, con fines religiosos, de ayuda mutua o para miembros de federaciones, organismos u empresas, como por ejemplo el Hospital Central de las Fuerzas Armadas, el Círculo Católico de Obreros o el Centro Asistencial del Sindicato Médico del Uruguay. La atención médica mutual, fue un fenómeno que sólo surgió y beneficio al departamento de Montevideo. Tiempo después irían surgiendo en el interior instituciones médicas y mutualistas.

## Actualidad

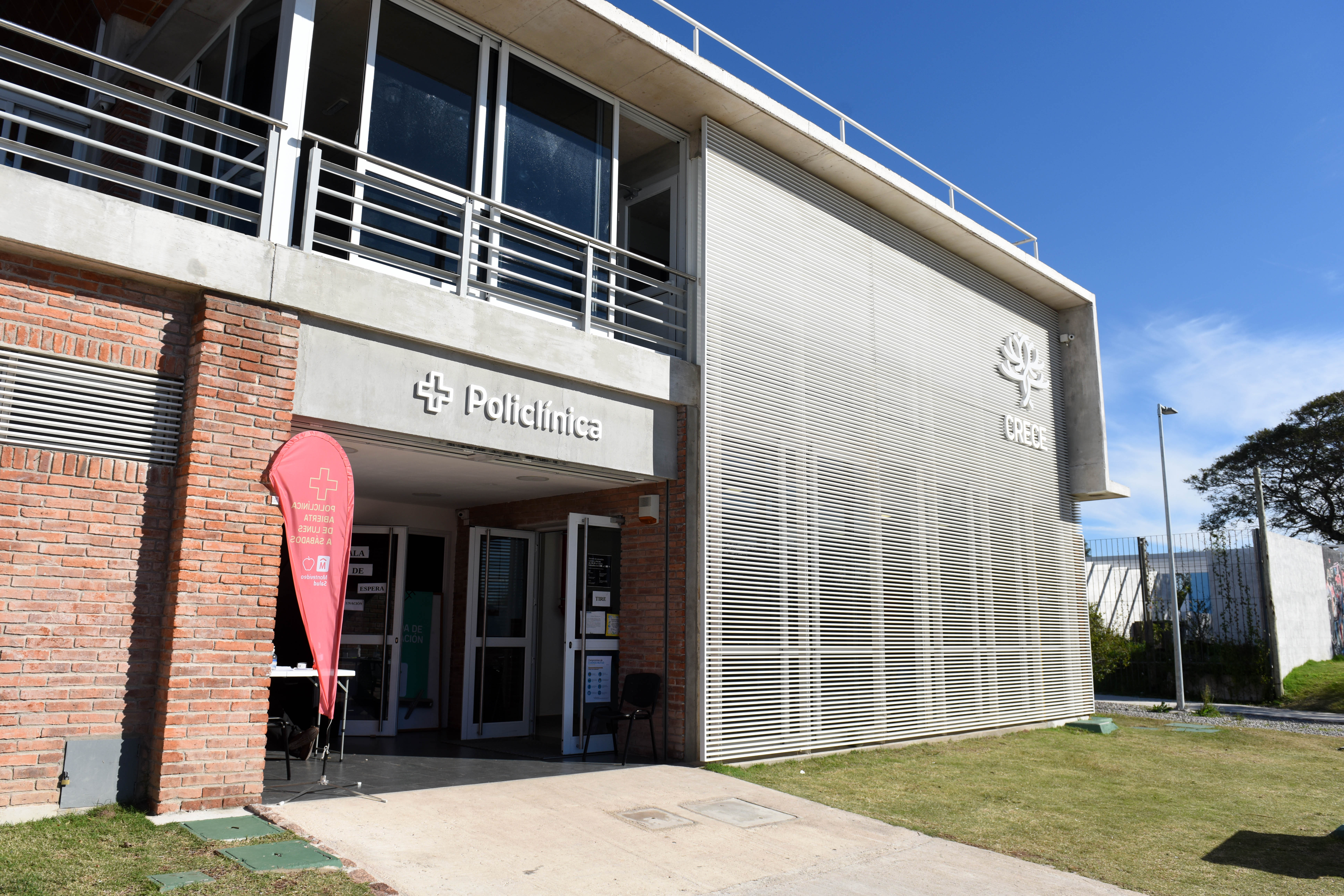
Policlínica Francisco Pucci, Flor de Maroñas

En la actualidad, Montevideo cuenta con un total de 12 hospitales públicos, y una amplia red de centros de asistencia primaria pública gestionados por la Administración de los Servicios de Salud del Estado. También cuenta con una amplia cantidad de policlínicas barriales gestionadas por el Departamento de Salud de la Intendencia de Montevideo. Y alrededor de 17 instituciones de asistencia y mutualistas privadas, de las cuales cuentan con policlínicos y centros médicos en distintos barrios y zonas de la ciudad.

## Públicos
De los doce hospitales públicos de Montevideo la mayoría son gestionados por la Administración de los Servicios de Salud del Estado, con la excepción del hospital universitario, el sanatorio Canzani y los reservados para la atención del personal de las fuerzas armadas, policiales y trabajadores accidentados.  
| Foto | Hospitales                                  | Tipo             | Gestionados                                         |
| ---- | ------------------------------------------- | ---------------- | --------------------------------------------------- |
|      | Hospital Maciel                             | General          | Administración de los Servicios de Salud del Estado |
|      | Hospital Pasteur                            | General          | Administración de los Servicios de Salud del Estado |
|      | Hospital Español                            | General          | Administración de los Servicios de Salud del Estado |
|      | Hospital Saint Bois                         | General          | Administración de los Servicios de Salud del Estado |
|      | Hospital Pereira Rosell                     | Pediátrico       | Administración de los Servicios de Salud del Estado |
|      | Hospital Paulina Luisi                      | Maternidad       | Administración de los Servicios de Salud del Estado |
|      | Hospital de Clínicas Doctor Manuel Quintela | Universitario    | Universidad de la República                         |
|      | Hospital Central de las Fuerzas Armadas     | Hospital Militar | Sanidad de las Fuerzas Armadas                      |
|      | Hospital Policial                           | Sanidad Policial |                                                     |
|      | Hospital José Martí                         | Oftalmológico    | Administración de los Servicios de Salud del Estado |
|      | Hospital Banco de Seguros del Estado        | Especializado    | Banco de Seguros del Estado                         |
|      | Sanatorio Canzani                           |                  | Banco de Previsión Social                           |
|      | Hospital del Cerro                          | General          | Administración de los Servicios de Salud del Estado |
Existieron también hospitales como el Hospital pediátrico Pedro Visca, el Hospital Fermín Ferreira, el Asilo de Huérfanos y Expósito Dámaso Antonio Larrañaga y el Sanatorio Pacheco. El Hospital Saint Bois durante mucho tiempo funcionó como una colonia de convalecencia para enfermos de tuberculosis, hasta que fue convertido en un hospital general. El Hospital Filtro, cambió su denominación e integra la red primaria del ente encargado de los servicios de salud pública.  

### Red de Atención Primaria

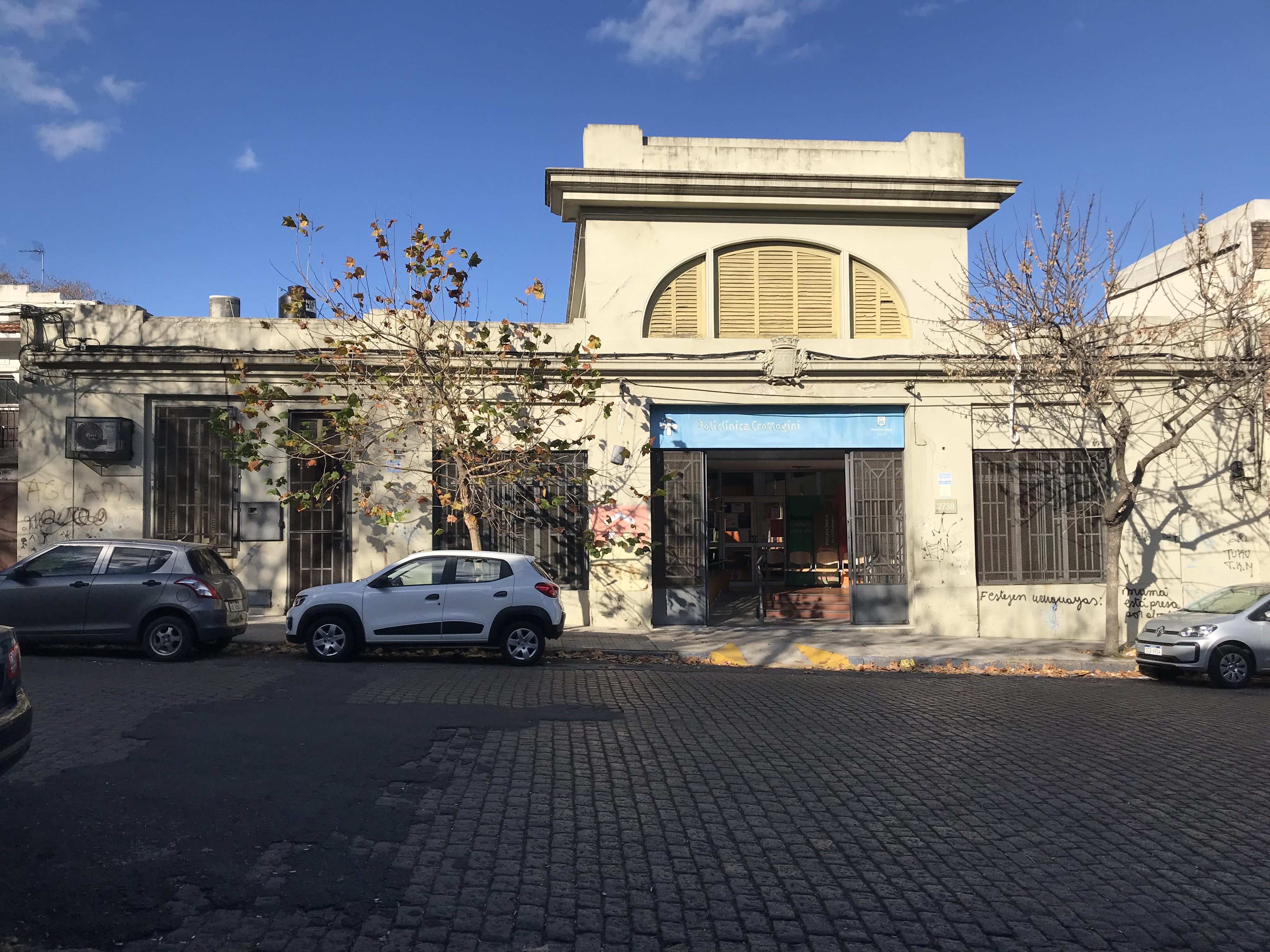
Una de las veintiún policlínicas gestionadas por el Departamento de Salud de la Intendencia de Montevideo

La red de atención primaria de los servicios de salud del Estado, cuenta con catorce centros de atención con servicio de urgencia, cuenta también con un total de 95 policlínicas distribuidas en diferentes barrios de Montevideo. A esto se suman las 21 policlínicas barriales, gestionadas por el Departamento de Salud de la Intendencia de Montevideo, estas mayoritariamente están ubicadas en barrios de contextos crítico También existen los centros maternos infantiles, hoy llamado servicio asistencial de salud del Banco de Previsión Social.

## Mutualistas
Actualmente en Montevideo existen un total 17 mutualistas privadas, incluidos los centros psiquiátricos privados como el Sanatorio Villa Carmen y el Sanatorio Bernardo Etchepare. Como también se incluye al Cottolengo Don Orione.
| Logo | Mutualista                                          |
| ---- | --------------------------------------------------- |
|      | Asociación Española de Socorros Mutuos              |
|      | Círculo Católico de Obreros                         |
|      | Hospital Británico                                  |
|      | Mutualista Hospital Evangélico                      |
|      | Centro Asistencial del Sindicato Médico del Uruguay |
|      | Sanatorio Americano                                 |
|      | Administración de los Servicios de Salud del Estado |
|      | Médica Uruguaya                                     |
|      | Medicina Personalizada                              |
|      | COSEM                                               |
|      | Gremial Médica                                      |
|      | Servicio Médico Integral                            |
|      | Centro Uruguayo de Asistencia Médica                |
|      | Sociedad Médica Universal                           |

### Sanatorios
| Imagen | Sanatorio                               | Afiliación                |
| ------ | --------------------------------------- | ------------------------- |
|        | Hospital Evangélico                     |                           |
|        | Sanatorio Galicia.                      | Círculo Católico          |
|        | Sanatorio Luis Pedro Lenguas            | Círculo Católico          |
|        | Sanatorio Juan Pablo II                 | Círculo Católico          |
|        | Sanatorio Americano                     |                           |
|        | Sanatorio Oscar Magurno                 | Asociación Española       |
|        | Sanatorio Enrique Cabal                 | Asociación Española       |
|        | Sanatorio Médica Uruguaya               | Médica Uruguaya           |
|        | Anexo España                            | Médica Uruguaya           |
|        | Sanatorio Queen Isabel II               | Hospital Británico        |
|        | Sanatorio King Edward VII               | Hospital Británico        |
|        | Sanatorio del Servicio Médico Integral. | Servicio Médico Integral  |
|        | Sanatorio Etchepare                     |                           |
|        | Hospital Italiano                       | Sociedad Médica Universal |
|        | Sanatorio Cudam                         | Mutualista Cudam          |
|        | Sanatorio CASMU                         | CASMU                     |

## Emergencias móviles
Montevideo también cuenta con un total de ocho empresas de emergencia móviles, de las cuales siete son privadas y una pertenece a la Administración de los Servicios de Salud del Estado, es la única con cobertura nacional. La primera empresa de emergencia móvil fue la Unidad Coronaria Móvil en 1979. Hasta ese momento las pocas ambulancias que existían pertenecían al Ministerio de Salud Pública, con excepción de algunas mutualistas, o la empresa Martinelli S.A. 
| Imagen | Nombre                                               |
| ------ | ---------------------------------------------------- |
|        | Unidad Coronaria Móvil - UCM                         |
|        | SUAT                                                 |
|        | Sistema de Emergencia Médica Móvil (SEMM)            |
|        | 1727 (CASMU)                                         |
|        | Sistema de Atención Médica de Emergencias (SAME 105) |
|        | Sociedad Médica Universal                            |
|        | La Española Móvil                                    |
|        | SAPP                                                 |
|        | Emergencia UNO                                       |

## Otros
| Imagen | Nombre                                                                    | Especialidad  | Tipo de asistencia |
| ------ | ------------------------------------------------------------------------- | ------------- | ------------------ |
|        | Centro Nacional de Quemados                                               | Quemaduras    | Pública            |
|        | Centro Uruguayo de Imagenología Molecular                                 | Imagenología  | Pública            |
|        | Hospital Luis Piñeyro del Campo                                           | Geriátrico    | Pública            |
|        | Hospital Vilardebó                                                        | Psiquiátrico  | Pública            |
|        | Sanatorio Villa Carmen                                                    | Psiquiátrico  | Privada            |
|        | Instituto Nacional de Donación y Trasplante de Células, Tejidos y Órganos | Trasplantes   | Pública            |
|        | Instituto Nacional del Cáncer                                             | Oncología     | Pública            |
|        | Servicio Nacional de Sangre                                               | Hemoterapia   | Pública            |
|        | Cottolengo Don Orione (Paso de las Duranas)                               |               | Privada            |
|        | Instituto Nacional de Traumatolgía                                        | Traumatología | Pública            |
|        | Instituto Nacional de Reumatología                                        | Reumatología  |                    |